# كلاي ماثيوز جونيور
كلاي ماثيوز جونيور (بالإنجليزية: Clay Matthews Jr.)‏ هو لاعب كرة قدم أمريكية أمريكي، ولد في 15 مارس 1956 في بالو ألتو في الولايات المتحدة.

## وصلات خارجية
- كلاي ماثيوز جونيور على موقع مرجع كرة القدم المحترفة.كوم (الإنجليزية)